# Auswärtiger Dienst (Deutschland)
Der Auswärtige Dienst (Deutschland) nimmt die auswärtigen Angelegenheiten des Bundes unter Leitung des Bundesministers des Auswärtigen wahr.

## Aufgabe
Die Aufgaben des deutschen Auswärtigen Dienstes sind grundsätzlich im Grundgesetz für die Bundesrepublik Deutschland (GG) und im Gesetz über den Auswärtigen Dienst (GAD) beschrieben.

### Verfassungsrechtliche Regelungen
Die Pflege der Beziehungen zu auswärtigen Staaten ist Sache des Bundes (Art. 32 Abs. 1 GG). Der Deutsche Bundestag bestellt einen Ausschuss für auswärtige Angelegenheiten (Art. 45a Abs. 1 GG). Der Bundespräsident vertritt den Bund völkerrechtlich. Er schließt im Namen des Bundes die Verträge mit auswärtigen Staaten. Er beglaubigt und empfängt die Gesandten (Art. 59 Abs. 1 GG). Der Bund hat die ausschließliche Gesetzgebung über die auswärtigen Angelegenheiten sowie über die Zusammenarbeit des Bundes und der Länder zum Schutze gegen Bestrebungen im Bundesgebiet, die durch Anwendung von Gewalt oder darauf gerichtete Vorbereitungshandlungen auswärtige Belange der Bundesrepublik Deutschland gefährden (Art. 73 Abs. 1 Nr. 1; Nr. 10 Buchstabe c GG). Der Auswärtige Dienst wird in bundeseigener Verwaltung mit eigenem Verwaltungsunterbau geführt (Art. 87 Abs. 1 S. 1 GG).

### Einfachgesetzliche Regelungen
Aufgabe des Auswärtigen Dienstes ist es insbesondere, die Interessen der Bundesrepublik Deutschland im Ausland zu vertreten, die auswärtigen Beziehungen, insbesondere auf politischem, wirtschaftlichem, entwicklungspolitischem, kulturellem, wissenschaftlichem, technologischem, umweltpolitischem und sozialem Gebiet zu pflegen und zu fördern, die Bundesregierung über Verhältnisse und Entwicklungen im Ausland zu unterrichten, über die Bundesrepublik Deutschland im Ausland zu informieren, Deutschen im Ausland Hilfe und Beistand zu leisten, bei der Gestaltung der Beziehungen im internationalen Rechtswesen und bei der Entwicklung der internationalen Rechtsordnung mitzuarbeiten und die außenpolitische Beziehungen betreffenden Tätigkeiten von staatlichen und anderen öffentlichen Einrichtungen der Bundesrepublik Deutschland im Ausland im Rahmen der Politik der Bundesregierung zu koordinieren (§ 1 Abs. 2 GAD). Der Auswärtige Dienst unterstützt die Verfassungsorgane des Bundes bei der Wahrnehmung ihrer internationalen Kontakte (§ 1 Abs. 3 GAD). Der Auswärtige Dienst erfüllt zudem die im Konsulargesetz geregelten Aufgaben (§ 1 Abs. 4 GAD).

## Organisation
Der Auswärtige Dienst besteht aus dem Auswärtigen Amt (Zentrale) und den Auslandsvertretungen, die zusammen eine einheitliche Bundesbehörde unter Leitung des Bundesministers des Auswärtigen bilden (§ 2 GAD). Auslandsvertretungen sind Botschaften, Generalkonsulate und Konsulate sowie ständige Vertretungen bei zwischenstaatlichen und überstaatlichen Organisationen (§ 3 Abs. 1 GAD). Die Auslandsvertretungen erfüllen ihre Aufgaben nach Maßgabe des Völkerrechts und der innerstaatlichen Gesetze und Vorschriften. Sie koordinieren in Durchführung der Politik der Bundesregierung die in ihrem Amtsbezirk ausgeübten amtlichen Tätigkeiten von staatlichen und anderen öffentlichen Einrichtungen der Bundesrepublik Deutschland (§ 3 Abs. 2 GAD). Die Gesamtverantwortung für die Tätigkeit der Vertretung trägt ihr Leiter. Der Botschafter ist der persönliche Vertreter des Bundespräsidenten bei dem Staatsoberhaupt des Empfangsstaats (§ 3 Abs. 3 GAD).
Der Bundesminister des Auswärtigen kann Vereinbarungen mit anderen Staaten, insbesondere Mitgliedstaaten der Europäischen Gemeinschaft, über die Errichtung gemeinsamer diplomatischer oder konsularischer Auslandsvertretungen in Drittstaaten schließen (§ 4 Abs. 1 GAD). Angehörige der auswärtigen Dienste anderer Staaten, die an diesen gemeinsamen Auslandsvertretungen tätig sind, können nach Maßgabe des Konsulargesetzes ermächtigt werden, Amtshandlungen mit Wirkung für und gegen die Bundesrepublik Deutschland vorzunehmen (§ 4 Abs. 2 GAD).

## Personal
Strikt getrennt wurden im Auswärtigen Dienst die konsularische von der diplomatischen Laufbahn. Nach dem Ersten Weltkrieg wurde diese Trennung aufgegeben. Eine dritte Laufbahn des Auswärtigen Dienstes diente der Ausbildung und Verwendung von Dragomanen.
Heute gibt es folgende Beschäftigungsgruppen: Angestellte und Arbeiter (im Ausland sehr häufig Ortskräfte) sowie Beamte  mit folgenden Laufbahngruppen:
- Beamte im mittleren Auswärtigen Dienst
- Beamte im gehobenen Auswärtigen Dienst
- Beamte im höheren Auswärtigen Dienst

### Höherer Auswärtiger Dienst
Um in den Vorbereitungsdienst eingestellt zu werden, müssen Bewerber folgende Anforderungen erfüllen:
- gesetzliche Voraussetzungen für die Berufung zum Bundesbeamten
- generelle Eignung für die Aufgaben des Dienstes
- ein Hochschulstudium mindestens mit Abschluss Master oder gleichwertig[2]
- breite Allgemeinbildung (besonders wichtig sind Grundkenntnisse und Interesse an aktuellen politischen, wirtschaftlichen, sozialen und kulturellen Themen, in der Rechtskunde, in der Wirtschaft und in der jüngeren Geschichte)
- Englisch und Französisch mündlich und schriftlich beherrschen (Französisch kann durch eine andere Amtssprache der Vereinten Nationen (Arabisch, Chinesisch, Russisch oder Spanisch) ersetzt werden. Dann muss der Bewerber allerdings vor der Einstellung nachweisen, dass er Grundkenntnisse in Französisch besitzt, da diese Sprache im Vorbereitungsdienst gelehrt wird und der Bewerber dem Unterricht folgen können muss.)
- gesundheitliche Eignung (in der Regel Tropentauglichkeit)

Die generelle Eignung wird durch ein schriftliches und mündliches Auswahlverfahren festgestellt, in dem besonders die Allgemeinbildung geprüft wird. Die Auswahlprüfung wird vom Auswahlausschuss durchgeführt und bewertet. Er besteht aus folgenden Mitgliedern:
- dem Leiter der Aus- und Fortbildungsstätte des Auswärtigen Amts,
- dem Leiter des Personalreferats für den höheren Auswärtigen Dienst,
- dem Leiter des Personalreferats für den gehobenen Auswärtigen Dienst,
- dem Ausbildungsleiter für den höheren Auswärtigen Dienst,
- einem dienstjüngeren Referenten des Personalreferats für den höheren Dienst,
- einem Beamten des höheren Dienstes und
- einem Beamten des gehobenen Dienstes.

Der Auswahlausschuss teilt dem zuständigen Staatssekretär dann die Ergebnisse mit; dieser ist für die Einstellungen in den Vorbereitungsdienst zuständig. Die Bewerber werden als Attaché oder als Attachée eingestellt, falls sie die Gesundheitsprüfung bestehen.

### Inspekteur des Auswärtigen Dienstes
§ 8 Gesetz über den Auswärtigen Dienst vom 30. August 1990 regelt: „überprüfen die Inspekteure regelmäßig Aufgabenerfüllung, Organisation und Ausstattung der Auslandsvertretungen, die Einhaltung der organisatorischen, dienstrechtlichen und arbeitsrechtlichen Vorschriften und die Lebensbedingungen der Bediensteten an den Auslandsvertretungen. Sie achten auf einen zweckentsprechenden Einsatz des Personals und der Sachmittel und beraten die Auslandsvertretungen in Fragen der Führung und Zusammenarbeit.“